# Скинени (Васлуј)
Скинени (рум. Schineni) насеље је у Румунији у округу Васлуј у општини Мурђени. Oпштина се налази на надморској висини од 181 m.

## Становништво
Према подацима из 2002. године у насељу је живело 616 становника, од којих су сви румунске националности.